# A vajdasági helységek magyar és német neveinek listája községek szerint

## Bačka (magyarul:Bácska, németül: Batschka)

### Opština Ada (magyarul: Ada község)
- Ada (magyarul: Ada)
- Mol (magyarul: Mohol, németül: Mol)
- Obornjača (magyarul: Völgypart)
- Sterijino (magyarul: Valkaisor)
- Utrine (magyarul: Törökfalu)

### Opština Apatin (magyarul: Apatin község)
- Apatin (magyarul: Apatin, németül: Abthausen)
- Kupusina (magyarul: Bácskertes)
- Prigrevica (magyarul: Bácsszentiván, németül: Sankt Johann an der Schanze, Priglewitz)
- Sonta (magyarul: Szond, németül: Waldau)
- Svilojevo (magyarul: Szilágyi)

### Opština Bač (magyarul: Bács község)
- Bač (magyarul: Bács, németül: Batsch)
- Bačko Novo Selo (magyarul: Bácsújlak, németül: Neudorf)
- Bođani (magyarul: Bogyán, németül: Bogjani)
- Plavna (magyarul: Palona, németül: Plawingen)
- Selenča (magyarul: Bácsújfalu)
- Vajska (magyarul: Vajszka, Józsefháza, németül: Wajska)

### Opština Bačka Palanka (magyarul: Palánka község)
- Bačka Palanka (magyarul: Palánka, németül: Plankenburg)
- Čelarevo (magyarul: Dunacséb, németül: Tscheb)
- Despotovo (magyarul: Úrszentiván, németül: Despot-Sankt-Iwan)
- Gajdobra (magyarul: Szépliget, németül: Schönau)
- Karađorđevo (magyarul: Bélamajor, Bácsandrásfalva)
- Mladenovo (magyarul: Dunabökény, németül: Bukin)
- Neštin (magyarul: Nyest)
- Nova Gajdobra (magyarul: Wekerlefalva, németül: Wekerledorf)
- Obrovac (magyarul: Boróc, németül: Obrowatz)
- Parege (magyarul: Parrag)
- Pivnice (magyarul: Pincéd)
- Silbaš (magyarul: Szilbács)
- Tovariševo (magyarul: Bácstóváros)
- Vizić (magyarul: Füzegy)

Megjegyzés: Nyest és Füzegy földrajzilag Szerémségben van, de közigazgatásilag Palánka községhez tartozik.

### Opština Bački Petrovac (magyarul: Petrőc község)
- Bački Petrovac (magyarul: Petrőc)
- Gložan (magyarul: Dunagálos)
- Kulpin (magyarul: Kölpény)
- Maglić (magyarul: Bulkeszi, németül: Bulkes)

### Opština Bačka Topola (magyarul: Topolya község)
- Bačka Topola (magyarul: Topolya, németül: Batschka Topola)
- Bagremovo (magyarul: Brazília, Bárdossyfalva)
- Bajša (magyarul: Bajsa)
- Bogaraš (magyarul: Bogaras, Félváros)
- Bački Sokolac (magyarul: Bácsandrásszállás, Bácsistensegíts)
- Gunaroš (magyarul: Gunaras)
- Gornja Rogatica (magyarul: Felsőroglatica)
- Kavilo (magyarul: Kavilló, Rákóczifalu)
- Karađorđevo (magyarul: Andrásfalva)
- Krivaja (1941-1944 között hivatalosan, továbbá magyarul: Bácsér; Kanyarodó)
- Mali Beograd (magyarul: Kisbelgrád, Bácsandrásföldje)
- Mićunovo (magyarul: Karkatúr)
- Stara Moravica (magyarul: Bácskossuthfalva, Ómoravica, németül: Alt-Morawitza)
- Novo Orahovo (magyarul: Zentagunaras)
- Njegoševo (magyarul: Istenáldás)
- Orešković (magyarul: Andrásmező)
- Panonija (magyarul: Pannónia)
- Pačir (magyarul: Pacsér)
- Pobeda (magyarul: Pobeda, Pobedabirtok)
- Svetićevo (magyarul: Buránysor, Székelytornyos, Istenkeze)
- Srednji Salaš (magyarul: Szurkos)
- Zobnatica (magyarul: Andrásnépe)

### Opština Bečej (magyarul: Óbecse község)
- Bačko Gradište (magyarul: Bácsföldvár, németül: Feldwar in der Batschau)
- Bačko Petrovo Selo (magyarul: Péterréve)
- Bečej (magyarul: Óbecse, németül: Altbetsche)
- Drljan (magyarul: Drea)
- Mileševo (magyarul: Kutaspuszta)
- Radičević (magyarul: Csikériapuszta)

### Opština Kanjiža (magyarul: Magyarkanizsa község)
- Adorjan (magyarul: Adorján)
- Horgoš (magyarul: Horgos)
- Kanjiža (magyarul: Magyarkanizsa)
- Male Pijace (magyarul: Kispiac)
- Mali Pesak (magyarul: Kishomok)
- Martonoš (magyarul: Martonos)
- Novo Selo (magyarul: Újfalu)
- Orom (magyarul: Orom)
- Totovo Selo (magyarul: Tóthfalu)
- Trešnjevac (magyarul: Oromhegyes)
- Velebit (magyarul: Velebit, Fogadjisten)
- Doline (magyarul: Völgyes)
- Vojvoda Zimonjić (magyarul: Ilonafalu)

### Opština Kula (magyarul: Kúla község)
- Crvenka (magyarul: Cservenka, németül: Tscherwenka, Rotweil)
- Kruščić (magyarul: Veprőd, németül: Weprowatz)
- Kula (magyarul: Kúla, németül: Wolfsburg)
- Lipar (magyarul: Bácsistensegíts)
- Nova Crvenka (magyarul: Újcservenka, Istenvelünk)
- Ruski Krstur (magyarul: Bácskeresztúr)
- Sivac (magyarul: Ószivác és Újszivác, németül: Alt-Siwatz und Neu-Siwatz)

### Opština Mali Iđoš (magyarul: Kishegyes község)
- Feketić (magyarul: Bácsfeketehegy, németül: Feketitsch)
- Lovćenac (magyarul: Szeghegy, Szikics, németül: Sekitsch)
- Mali Iđoš (magyarul: Kishegyes)

### Opština Novi Sad (magyarul: Újvidék község)
- Begeč (magyarul: Begecs)
- Budisava (magyarul: Tiszakálmánfalva, németül: Waldneudorf)
- Bukovac (magyarul: Bakolc)
- Čenej (magyarul: Csenej)
- Futog (magyarul: Ófutak és Újfutak, németül: Eugenwall, (Altfutok) és Neufutok)
- Kać (magyarul: Káty, németül: Katsch)
- Kisač (magyarul: Kiszács, Hadiktelke)
- Kovilj (magyarul: Kabol)
- Ledinci (magyarul: Ledince)
- Novi Sad (magyarul: Újvidék, németül: Neusatz)
- Petrovaradin (magyarul: Pétervárad)
- Rumenka (magyarul: Piros)
- Sremska Kamenica (magyarul: Kamanc)
- Stepanovićevo (magyarul: Máriamajor, Horthyvára, Bácshadikfalva)
- Veternik (magyarul: Hadikliget)

### Opština Odžaci (magyarul: Hódság község)
- Bački Brestovac (magyarul: Szilberek, németül: Ulmenau)
- Bački Gračac (magyarul: Szentfülöp, németül: Filipowa, Filipsdorf)
- Bogojevo (magyarul: Gombos)
- Deronje (magyarul: Dernye, németül: Dornau)
- Karavukovo (magyarul: Bácsordas, németül: Wolfingen, Karbok)
- Lalić (magyarul: Liliomos)
- Odžaci (magyarul: Hódság, németül: Hodschag, Hanfhausen)
- Ratkovo (magyarul: Paripás, németül: Parabutsch)
- Srpski Miletić (magyarul: Rácmilitics, németül: Milititsch)

### Opština Senta (magyarul: Zenta község)
- Bogaroš (magyarul: Bogaras, Karjad-Gáborfalu)
- Gornji Breg (magyarul: Felsőhegy)
- Kevi (magyarul: Kevi)
- Senta (magyarul: Zenta, németül: Senta)
- Tornjoš (magyarul: Tornyos)

### Opština Sombor (magyarul: Zombor község)
- Aleksa Šantić (magyarul: Babapuszta, Sári, Hadikkisfalu)
- Bački Breg (magyarul: Béreg, németül: Bereg)
- Bački Monoštor (magyarul: Monostorszeg, németül: Batsch Monoschtor)
- Bezdan (magyarul: Bezdán, németül: Besdan)
- Čonoplja (magyarul: Csonoplya, németül: Tschonopel)
- Doroslovo (magyarul: Doroszló, németül: Doroslo)
- Gakovo (magyarul: Gádor, németül: Gakowa, Graumarkt)
- Kljaljićevo (magyarul: Kerény, németül: Kernei)
- Kolut (magyarul: Küllőd, németül: Ringdorf)
- Rastina (magyarul: Haraszti)
- Riđica (magyarul: Regőce, németül: Legin, Riedau, Rigitza)
- Svetozar Miletić (magyarul: Nemesmilitics, németül: Berauersheim)
- Sombor (magyarul: Zombor, németül: Zombor)
- Stanišić (magyarul: Őrszállás, németül: Donauwachenheim)
- Stapar (magyarul: Sztapár)
- Telečka (magyarul: Bácsgyulafalva, németül: Batsch-Juliusdorf, Teletschka)

### Opština Srbobran (magyarul: Szenttamás község)
- Nadaj (magyarul: Nádalja)
- Srbobran (magyarul: Szenttamás, németül: St. Tomas)
- Turija (magyarul: Turja)

### Opština Subotica (magyarul: Szabadka község)
- Bajmok (magyarul: Bajmok, németül: Nagelsdorf)
- Bački Vinogradi (magyarul: Királyhalma vagy Bácsszőlős)
- Bačko Dušanovo (magyarul: Zentaörs)
- Bikovo (magyarul: Békova)
- Čantavir (magyarul: Csantavér)
- Donji Tavankut (magyarul: Alsótavankút)
- Đurđin (magyarul: Györgyén)
- Gornji Tavankut (magyarul: Felsőtavankút)
- Hajdukovo (magyarul: Hajdújárás)
- Ljutovo (magyarul: Mérges)
- Kelebija (magyarul: Alsókelebia)
- Mala Bosna (magyarul: Kisbosznia)
- Mišićevo (magyarul: Hadikörs)
- Novi Žednik (magyarul: Újnagyfény)
- Palić (magyarul: Palics)
- Šupljak (magyarul: Ludas)
- Subotica (magyarul: Szabadka, németül: Maria Theresiopel)
- Višnjevac (magyarul: Meggyes)
- Žednik (magyarul: Nagyfény)

### Opština Temerin (magyarul: Temerin község)
- Jarek (magyarul: Tiszaistvánfalva, Járek, németül: Jarmosch, Jarek)
- Temerin (magyarul: Temerin, németül: Temeri)
- Sirig (magyarul: Szőreg, Hadikvára)

### Opština Titel (magyarul: Titel község)
- Gardinovci (magyarul: Dunagárdony)
- Lok (magyarul: Sajkáslak)
- Mošorin (magyarul: Mozsor)
- Titel (magyarul: Titel, németül: Titel)
- Šajkaš (magyarul: Sajkásszentiván, németül: Schajkasch-Sentiwan)
- Vilovo (magyarul: Tündéres)

### Opština Vrbas (magyarul: Verbász község)
- Bačko Dobro Polje (magyarul: Kiskér, németül: Kleinker, Klein Keer)
- Kucura (magyarul: Kucora, németül: Kutzura)
- Ravno Selo (magyarul: Ósóvé és Újsóvé, németül: Alt-Schowe und Neu-Schowe)
- Savino Selo (magyarul: Torzsa, németül: Torschau)
- Stari Vrbas (magyarul: Óverbász, németül: Weidenheim)
- Vrbas (magyarul: Verbász, németül: Werbass)
- Zmajevo (magyarul: Ókér, németül: Altker, Alt Keer)

### Opština Žabalj (magyarul: Zsablya község)
- Čurug (magyarul: Csurog)
- Đurđevo (magyarul: Sajkásgyörgye)
- Gospođinci (magyarul: Boldogasszonyfalva, németül: Liebfrauendorf)
- Žabalj (magyarul: Zsablya, németül: Josefsdorf)

## Banat (magyarul:Bánság, németül: Banat)

### Opština Alibunar (magyarul: Alibunár község)
- Alibunar (magyarul: Alibunár, németül: Alisbrunn)
- Banatski Karlovac (magyarul: Nagykárolyfalva, németül: Karlsdorf)
- Dobrica (magyarul: Kevedobra, németül: Dobritza)
- Ilandža (magyarul: Ilonc, németül: Ilandscha)
- Janošik (magyarul: Újsándorfalva, németül: Ilandscha)
- Lokve (magyarul: Végszentmihály)
- Nikolinci (magyarul: Temesmiklós, németül: Nikolinzi)
- Novi Kozjak (magyarul: Ferdinándfalva, németül: Ferdinandsdorf)
- Seleuš (magyarul: Keviszöllős, németül: Selleusch)
- Vladimirovac (magyarul: Petre, németül: Petersdorf)

### Opština Bela Crkva (magyarul: Fehértemplom község)
- Banatska Palanka (magyarul: Palánk, Temespalánka, németül: Neu-Palanka und Alt-Palanka)
- Banatska Subotica (magyarul: Krassószombat)
- Bela Crkva (magyarul: Fehértemplom, németül: Weißkirchen)
- Crvena Crkva (magyarul: Vöröstemplom, németül: Rothkirchen)
- Češko Selo (magyarul: Csehfalva),
- Grebenac (magyarul: Gerebenc, németül: Grebenatz)
- Dobričevo (magyarul: Udvarszállás)
- Dupljaja (magyarul: Temesváralja, németül: Duplay)
- Jasenovo (magyarul: Karasjeszenő, németül: Jasenau)
- Kajtasovo (magyarul: Gajtas)
- Kaluđerovo (magyarul: Szőlőshegy, németül: Rebenberg)
- Kruščica (magyarul: Körtéd, németül: Kruschtschitz)
- Kusić (magyarul: Kusics, németül: Kuschitz)
- Vračev Gaj (magyarul: Varázsliget)

### Opština Čoka (magyarul: Csóka község)
- Banatski Monoštor (magyarul: Kanizsamonostor)
- Crna Bara (magyarul: Feketetó, németül: Tschernabara)
- Čoka (magyarul: Csóka)
- Jazovo (magyarul: Hódegyháza)
- Ostojićevo (magyarul: Tiszaszentmiklós, németül: Sankt Nikolaus an der Theiss)
- Padej (magyarul: Padé)
- Sanad (magyarul: Szanád, németül: Sanad)
- Vrbica (magyarul: Egyházaskér)

### Opština Kikinda (magyarul: Nagykikinda község)
- Banatska Topola (magyarul: Töröktopolya, németül: Banat Topola)
- Banatsko Veliko Selo (magyarul: Szenthubert, Szentborbála és Károlyliget, németül: Sankt Hubert, Seultour és Charleville)
- Bašaid (magyarul: Basahíd, németül: Klein Kikinda)
- Iđoš (magyarul: Tiszahegyes)
- Kikinda (magyarul: Nagykikinda, németül: Kikinda)
- Mokrin (magyarul: Mokrin, Homokrév, németül: Mokrin)
- Nakovo (magyarul: Nákófalva, németül: Nakodorf)
- Novi Kozarci (magyarul: Nagytószeg és Kistószeg, németül: Haufeld és Mastrot)
- Rusko Selo (magyarul: Torontáloroszi, németül: Ruskodorf)
- Sajan (magyarul: Szaján)

### Opština Kovačica (magyarul: Antalfalva község)
- Crepaja (magyarul: Cserépalja)
- Debeljača (magyarul: Torontálvásárhely, németül: Debeljatscha)
- Idvor (magyarul: Torontáludvar, németül: Idwor)
- Kovačica (magyarul: Antalfalva, németül: Kowatschitza)
- Padina (magyarul: Nagylajosfalva, németül: Ludwigsdorf)
- Putnikovo (magyarul: Torontálputnok)
- Samoš (magyarul: Számos, németül: Samosch)
- Uzdin (magyarul: Újozora, németül: Uzdin)

### Opština Kovin (magyarul: Kevevára község)
- Bavanište (magyarul: Bálványos, Homokbálványos, németül: Bawanischte)
- Deliblato (magyarul: Deliblát, németül: Deliblat)
- Dubovac (magyarul: Dunadombó, németül: Dubowatz)
- Gaj (magyarul: Gálya, németül: Galja)
- Kovin (magyarul: Kevevára, (németül: Kubin)
- Malo Bavanište (magyarul: Kisbálványos)
- Mramorak (magyarul: Homokos, németül: Mramorak)
- Pločica (magyarul: Kevepallós, németül: Ploschitz)
- Skorenovac (magyarul: Székelykeve, németül: Skorenowatz)
- Šumarak (magyarul: Emánueltelep, németül: Schumarak)

### Opština Novi Bečej (magyarul: Törökbecse község)
- Bočar (magyarul: Bocsár, németül: Botschar)
- Kumane (magyarul: Kumán)
- Novi Bečej (magyarul: Törökbecse, németül: Neu-Betsche)
- Novo Miloševo (magyarul: Beodra, Karlova, németül: Beudra, Karlowo)
- Vranjevo (magyarul: Aracs, németül Aratsch)

### Opština Nova Crnja (magyarul: Magyarcsernye község)
- Nova Crnja (magyarul: Magyarcsernye, németül: Neuzerne)
- Radojevo (magyarul: Klári, németül: Klari)
- Srpska Crnja (magyarul: Szerbcsernye és Németcsernye, németül: Serbisch-Zerne und Deutsch-Zerne)
- Toba (magyarul: Tóba, németül: Toba)
- Aleksandrovo (magyarul: Bozitópuszta
- Vojvoda Stepa (magyarul: Leónamajor)

### Opština Novi Kneževac (magyarul: Törökkanizsa község)
- Banatsko Aranđelovo (magyarul: Oroszlámos)
- Đala (magyarul: Gyála)
- Filić (magyarul: Firigyháza)
- Krstur (magyarul: Ókeresztúr)
- Majdan (magyarul: Magyarmajdány)
- Novi Kneževac (magyarul: Törökkanizsa, Torontáljózseffalva, németül: Neu-Kanischa, Josefowa)
- Podlokanj (magyarul: Podolkány)
- Rabe (magyarul: Rábé)
- Siget (magyarul: Sziget)

### Opština Opovo (magyarul: Ópáva község)
- Baranda (magyarul: Baranda)
- Opovo (magyarul: Ópáva, németül: Königsdorf)
- Sakule (magyarul: Torontálsziget)
- Sefkerin (magyarul: Szekerény)

### Opština Pančevo (magyarul: Pancsova község)
- Banatski Brestovac (magyarul: Beresztóc, németül: Rustendorf)
- Banatsko Novo Selo (magyarul: Révújfalu, németül: Banater Neudorf)
- Dolovo (magyarul: Dolova, németül: Dolowa)
- Glogonj (magyarul: Galagonyás, németül: Glogau)
- Ivanovo (magyarul: Sándoregyháza, németül: Alexanderkirchen)
- Jabuka (magyarul: Torontálalmás, németül: Apfeldorf)
- Kačarevo (magyarul: Ferenchalom, németül: Franzfeld)
- Omoljica (magyarul: Omlód, németül: Homolitz)
- Pančevo (magyarul: Pancsova, németül: Pantschowa)
- Starčevo (magyarul: Tárcsó, németül: Startschowa)
- Vojlovica (magyarul: Hertelendyfalva, németül: Vojlowitz)

### Opština Plandište (magyarul: Zichyfalva község)
- Banatski Sokolac (magyarul: Biószeg)
- Barice (magyarul: Szentjános, németül: Sankt-Johann)
- Dužine (magyarul: Szécsenfalva, németül: Setschanfeld)
- Hajdučica (magyarul: Istvánvölgy, németül: Heideschüte)
- Jermenovci (magyarul: Ürményháza, németül: Ürmenhausen)
- Kupinik (magyarul: Balát)
- Laudonovac (magyarul: Laudontanya)
- Margita (magyarul: Nagymargita)
- Markovićevo (magyarul: Torontálújfalu, németül: Markowitschewo)
- Miletićevo (magyarul: Rárós)
- Plandište (magyarul: Zichyfalva, németül: Zichydorf)
- Stari Lec (magyarul: Óléc, németül: Alt Letz)
- Velika Greda (magyarul: Györgyháza, németül: Georgshausen)
- Veliki Gaj (magyarul: Nagygáj, németül: Groß Gaj)

### Opština Sečanj (magyarul: Torontálszécsány község)
- Banatska Dubica (magyarul: Kismargita, németül: Klein Margit)
- Boka (magyarul: Bóka, németül: Boka)
- Busenje (magyarul: Káptalanfalva, németül: Kaptalan)
- Jarkovac (magyarul: Árkod, németül: Jarkowatz)
- Jaša Tomić (magyarul: Módos, németül: Modosch)
- Konak (magyarul: Kanak, németül: Konak)
- Krajišnik (magyarul: Istvánfölde, németül: Stefansfeld)
- Neuzina (magyarul: Nagynezsény és Kisnezsény, németül: Serbisch Neusin és Kroatisch Neusin)
- Sečanj (magyarul: Torontálszécsány, németül: Setschan, Petersheim)
- Sutjeska (magyarul: Szárcsa és Szárcsatelek, németül: Deutsch-Sartscha és Neu-Sartscha)
- Šurjan (magyarul: Surján, németül: Schurjan)

### Opština Vršac (magyarul: Versec község)
- Gudurica (magyarul: Temeskutas, németül: Kudritz)
- Izbište (magyarul: Izbistye, németül: Izbischte)
- Jablanka (magyarul: Almád)
- Kuštilj (magyarul: Mélykastély, németül: Kuschtilj)
- Mali Zam (magyarul: Kiszsám, németül: Kleinscham)
- Malo Središte (magyarul: Kisszered, németül: Klein-Sredischte)
- Markovac (magyarul: Márktelke)
- Mesić (magyarul: Meszesfalva, németül: Mesitsch)
- Orešac (magyarul: Homokdiód)
- Pavliš (magyarul: Temespaulis, németül: Temesch Paulisch)
- Parta (magyarul: Párta)
- Potporanj (magyarul: Porány)
- Ritiševo (magyarul: Réthely, németül: Ritischevo)
- Sočica (magyarul: Temesszőlős, németül: Sotschitza)
- Straža (magyarul: Temesőr, németül: Lagerdorf)
- Uljma (magyarul: Homokszil, németül: Ulma)
- Šušara (magyarul: Fejértelep, németül: Sanddorf)
- Vatin (magyarul: Versecvát, németül: Wattin)
- Veliko Središte (magyarul: Nagyszered, németül: Groß-Sredischte)
- Vlajkovac (magyarul: Temesvajkóc, németül: Wlajkowatz)
- Vojvodinci (magyarul: Vajdalak, németül: Wojwodintz)
- Vršac (magyarul: Versec, németül: Werschetz, Hennemannstadt)
- Vršački Ritovi (magyarul: Verseci Rétek)
- Zagajica (magyarul: Fürjes)

### Opština Zrenjanin (magyarul: Nagybecskerek község)
- Aradac (magyarul: Alsóaradi és Felsőaradi)
- Banatski Despotovac (magyarul: Ernőháza, németül: Ernesthausen)
- Belo Blato (magyarul: Nagyerzsébetlak, németül: Elisenheim)
- Botoš (magyarul: Bótos, németül: Botosch)
- Čenta (magyarul: Csenta, németül: Tschenta)
- Elemir (magyarul: Alsóelemér és Felsőelemér, németül: Deutsch-Elemer és Serbisch-Elemer)
- Ečka (magyarul: Écska, Ecsehida, németül: Deutsche-Etschka és Romanisch-Etschka)
- Farkašdin (magyarul: Farkasd)
- Zrenjanin (magyarul: Nagybecskerek, németül: Großbetschkerek)
- Jankov Most (magyarul: Jankahíd)
- Klek (magyarul: Begafő, németül: Klek)
- Knićanin (magyarul: Rezsőháza, németül: Rudolfsgnad)
- Mužlja (magyarul: Muzslya, németül: Muschla)
- Lazarevo (magyarul: Lázárföld, németül: Lazarfeld)
- Lukino Selo (magyarul: Lukácsfalva, németül: Lukasdorf)
- Lukićevo (magyarul: Zsigmondfalva, németül: Sigmundsfeld)
- Melenci (magyarul: Melence, németül: Melenze)
- Mihajlovo (magyarul: Magyarszentmihály, németül: Michajlowo)
- Orlovat (magyarul: Orlód, németül: Orlowat)
- Perlez (magyarul: Perlasz, németül: Perlas)
- Stajićevo (magyarul: Óécska, németül: Alt-Etschka)
- Taraš (magyarul: Tiszatarrós)
- Tomaševac (magyarul: Tamáslaka, németül: Tomaschewatz)

### Opština Žitište (magyarul: Bégaszentgyörgy község)
- Banatski Dvor (magyarul: Törzsudvarnok és Szőlősudvarnok, németül: Banater Hof és Rogendorf)
- Banatsko Višnjićevo (magyarul: Vida)
- Banatsko Karađorđevo (magyarul: Pálmajor)
- Torak (magyarul: Nagytárnok és Kistárnok, németül: Großtorak und Kleintorak)
- Čestereg (magyarul: Csősztelek, németül: Tschesterek)
- Hetin (magyarul: Tamásfalva, németül: Tomsdorf)
- Novi Itebej (magyarul: Magyarittabé, németül: Neu Itebe)
- Međa (magyarul: Párdány, németül: Pardan)
- Ravni Topolovac (magyarul: Katalinfalva, németül: Kathereinfeld)
- Srpski Itebej (magyarul: Szerbittabé, németül: Serbisch-Itebe)
- Torda (magyarul: Torontáltorda)
- Žitište (magyarul: Bégaszentgyörgy, németül: Sankt Georgen an der Bega)